# Dibamus deimontis
Dibamus deimontis — вид ящірок з родини дібамових (Dibamidae). Описаний у 2024 році.

## Назва
Названий на честь типового населеного пункту на горі Нуйчуа. Оскільки гора Нуйчуа є найвищою вершиною в цьому районі, в'єтнамською мовою «Núi Chúa» буквально означає «гора бога», що можна перекласти латиною як «deimontis».

## Поширення
Ендемік В'єтнаму. Поширений у національному парку Нуйчуа в провінції Ніньтхуан на півдні країни. Мешкає в сухих вічнозелених лісах на висоті 670—700 м над рівнем моря.